# Trichogomphus pistiloides
Trichogomphus pistiloides är en skalbaggsart som beskrevs av Voirin 1996. Trichogomphus pistiloides ingår i släktet Trichogomphus och familjen Dynastidae. Inga underarter finns listade i Catalogue of Life.